# Барлыбаева, Сауле Хатиятовна
Сауле Хатиятовна Барлыбаева (род. 11 ноября 1956, Алматы) — мастер спорта СССР международного класса по художественной гимнастике (1976). Неоднократная чемпионка Казахстана (1972—1977), чемпионка СССР в командном составе (1976, г. Душанбе).
Первая казашка — спортивный комментатор Казахского телевидения.
С 1992 года кандидат филологических наук — Москва, МГУ им. М. В. Ломоносова, доктор исторических наук, КазНУ им. Аль-Фараби (2005), профессор (2007), академик Международной Академии Информатизации (2006).
С 1993 года работает на факультете журналистики КазНУ им. ал-Фараби. Научные работы в области журналистики, массовой коммуникации, новых медиа, медиа культуры XXI века, информационного общества в мире и в Казахстане.